# Encope emarginata
Encope emarginata is een zee-egel uit de familie Mellitidae.
De wetenschappelijke naam van de soort werd in 1778 gepubliceerd door Nathanael Gottfried Leske.